# Schweinshirsch

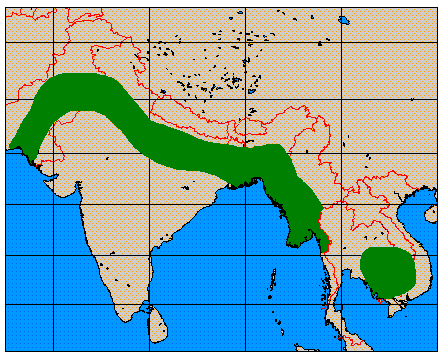
Verbreitungsgebiet des Schweinshirsches

Der Schweinshirsch (Axis porcinus) ist ein in Süd- und Südostasien verbreiteter Hirsch. Benannt ist er nach der Art, wie er mit gesenktem Kopf durch das Unterholz läuft, statt wie andere Hirsche Hindernisse zu überspringen.

## Merkmale

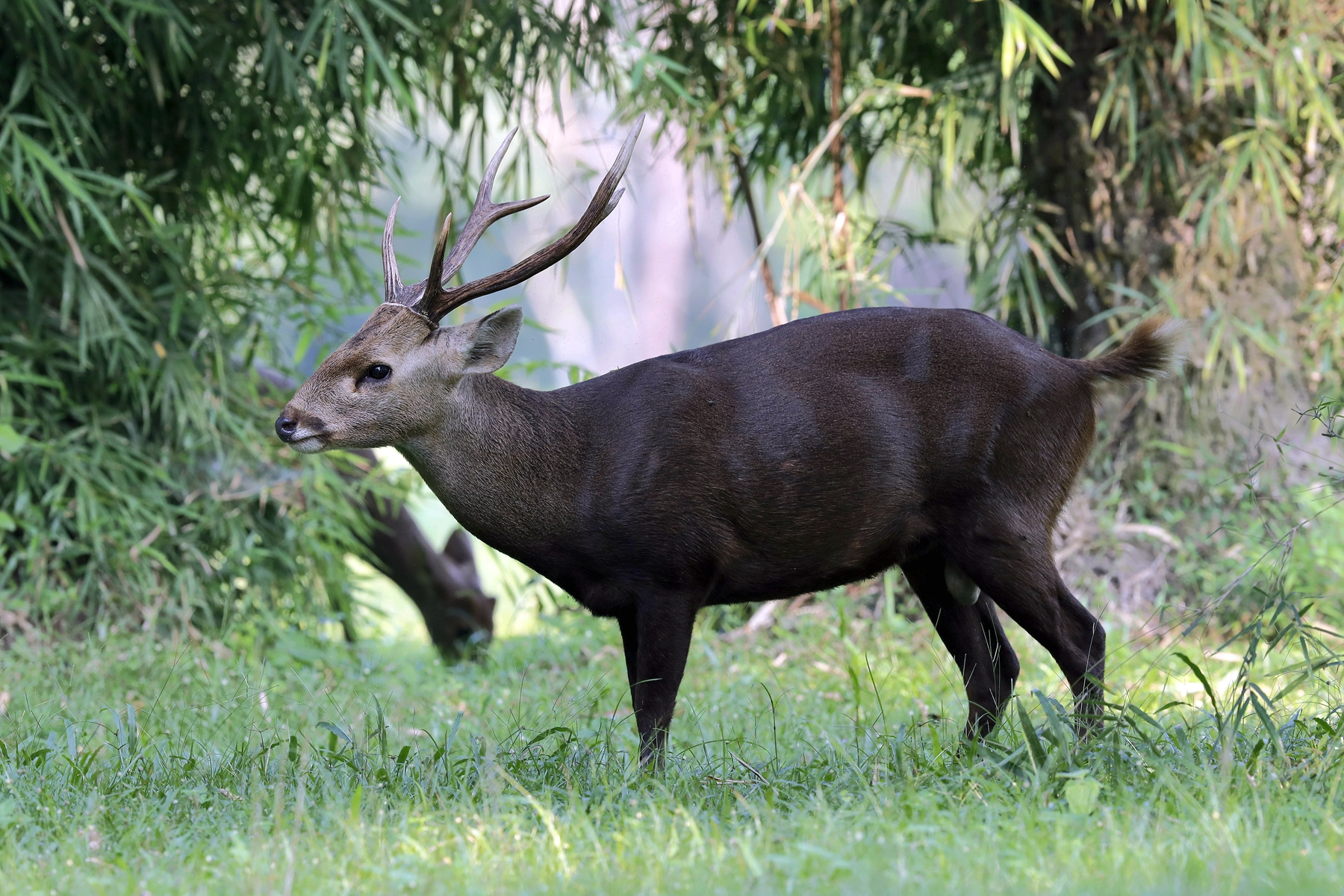
Hinterindischer Schweinshirsch (A. p. annamiticus) im Huai Kha Khaeng Wildlife Sanctuary in Thailand

Schweinshirsche sind dem Axishirsch ähnlich, aber kurzbeiniger. Ihr Fleckenkleid ist weniger dicht und kontrastreich. Männchen sind dunkler gefärbt als Weibchen. Bei einer Kopfrumpflänge von 110 cm und einer Körperhöhe von 70 cm erreichen sie ein Gewicht von 50 kg. Ein Schweinshirsch ist damit zwar im Schnitt etwas kleiner als ein Reh, aber deutlich schwerer und stämmiger.
Während des Winterhalbjahrs ist das Fell braun bis dunkelbraun, im Sommer dagegen graubraun. Die Kitze des Schweinshirsches weisen wie bei vielen anderen Hirscharten ein Fell mit weißen Tupfen auf.

## Verbreitung
Das Verbreitungsgebiet des Schweinshirsches reicht vom Osten Pakistans über den Norden Indiens, Myanmar, Thailand, Laos und Kambodscha nach Vietnam. Habitat sind dichte Wälder, aber oft sieht man Schweinshirsche an Waldrändern auch in offenes Gelände vordringen.
Durch den Menschen wurde der Schweinshirsch außerdem in zahlreiche Regionen der Welt eingeführt, in denen er ursprünglich nicht heimisch war, so im Süden der USA, auf Hawaii, in Australien (Victoria) und in Sri Lanka.

## Lebensweise
Für gewöhnlich sind Schweinshirsche Einzelgänger. Weibchen und Jungtiere tun sich manchmal zu kleinen Verbänden zusammen. Wenn das Nahrungsangebot günstig ist, können Schweinshirsche beider Geschlechter auf Futterwiesen zu großen Gruppen zusammenkommen, ohne dass die Einzeltiere gegeneinander aggressiv werden. In der Brunstzeit werden geschlechtsreife Männchen allerdings territorial und versuchen, mit Kämpfen ein Weibchen zu gewinnen.

## Unterarten
Je nach Lehrmeinung unterscheidet man zwei bis fünf Unterarten. Die ersten beiden werden nicht angezweifelt, die dritte ist durch menschliche Einführung und nicht natürlich entstanden, und die vierte und fünfte werden meistens (so auch hier) als eigenständige Spezies betrachtet.
- Der Vorderindische Schweinshirsch (Axis porcinus porcinus) ist von Pakistan bis Laos verbreitet und nicht bedroht.
- Der Hinterindische Schweinshirsch (Axis porcinus annamiticus) lebt in Kambodscha und Vietnam. Nach neuen Angaben ist die Unterart in Vietnam beinahe ausgerottet, die IUCN listet sie trotzdem noch als "data deficient" (d. h. Daten unzureichend für eine Zuordnung zu einer Gefährdungsstufe).
- Der Sri-Lanka-Schweinshirsch (Axis porcinus oryzus) ist auf Sri Lanka beheimatet. Dies ist wahrscheinlich keine gültige Unterart, da Schweinshirsche durch den Menschen auf Sri Lanka eingebürgert wurden. Unbekannt ist, ob das zur Kolonialzeit oder schon davor geschehen ist. Der Schweinshirsch war 1930 auf Sri Lanka für ausgestorben erklärt, in den 1980er-Jahren aber wiederentdeckt worden.
- Umstritten ist der Status zweier weiterer Arten, des Bawean- und des Calamian-Hirsches. Während manche Zoologen sie bloß für weitere durch menschliche Einführung entstandene Subpopulationen des Schweinshirsches halten, geht die Mehrzahl der Fachleute davon aus, dass sie nach dem Pleistozän auf ihren isolierten Inseln zurückblieben. Eine Abstammung von mit dem Schweinshirsch eng verwandten Vorfahren wird für wahrscheinlich gehalten.

## Einzelbelege
1. ↑  Shrestha, S. 204